# Championnats d'Europe de pentathlon moderne 2002
Navigation
Édition précédente Édition suivante
Les Championnats d'Europe de pentathlon moderne 2002 se sont tenus à Ústí nad Labem, en République tchèque.

## Podiums

### Hommes
| Épreuves    | Or                                                                  | Argent                                                              | Bronze                                                  |
| ----------- | ------------------------------------------------------------------- | ------------------------------------------------------------------- | ------------------------------------------------------- |
| Individuel  | Tchéquie Libor Capalini                                             | Lituanie Andrejus Zadneprovskis                                     | Hongrie Gábor Balogh                                    |
| Par équipes | Hongrie Gábor Balogh Sándor Fülep Péter Sárfalvi                    | Lituanie Andrejus Zadneprovskis Andrius Žemaitis Edvinas Krungolcas | Tchéquie Libor Capalini Michal Michalík Michal Sedlecký |
| Relais      | Lituanie Andrejus Zadneprovskis Andrius Žemaitis Edvinas Krungolcas | Biélorussie Aleksandr Bysov Dmitry Melyakh Pavel Dovgal             | Ukraine Andriy Efremenko Vadim Tkatshuk Yaroslav Kozin  |

### Femmes
| Épreuves    | Or                                                   | Argent                                                   | Bronze                                                     |
| ----------- | ---------------------------------------------------- | -------------------------------------------------------- | ---------------------------------------------------------- |
| Individuel  | Italie Claudia Corsini                               | France Axelle Guiguet                                    | Royaume-Uni Sian Lewis                                     |
| Par équipes | Royaume-Uni Sian Lewis Kate Allenby Georgina Harland | Italie Claudia Corsini Federica Foghetti Claudia Cerutti | Pologne Paulina Boenisz Edyta Małoszyc Magdalena Sędziak   |
| Relais      | Italie Claudia Corsini Sara Bertoli Claudia Cerutti  | Royaume-Uni Emily Bright Georgina Harland Sian Lewis     | Russie Tatyana Muratova Olesya Velichko Viktoriya Zaborova |